# Cercopimorpha hoffmanni
Cercopimorpha hoffmanni là một loài bướm đêm thuộc phân họ Arctiinae, họ Erebidae.